# Axel Norling (spelman)
Axel Napoleon Norling, född 17 november 1903 i Östra Tollstads socken, Östergötlands län, död 9 mars 1987 i Kvillinge socken, Östergötlands län, var en svensk tonsättare och spelman.

## Biografi
Axel Norling föddes 17 november 1903 på Griskulla i Östra Tollstads socken. Han var son till torparen Bror Albert Norling och Linda Emilia Johansson. Norling flyttade 1924 till Linköping och blev volontär vid 11:e kompaniet, Livgrenadjärregementet (det yngre). Norling flyttade åter hem 1927. 1930 började han att arbeta som bageriarbetare och flyttade till Sandbacka i Ekeby socken. 1934 flyttade han till Getå i Krokeks socken och arbetade där med samma yrke. Norling gifte sig där 21 november 1937 med Rut Dagmar Viola Franzén. Han blev 1950 på Zornmärkesuppspelningen i Leksand utnämnd till riksspelman. Han avled 9 mars 1987 på Östergården i Kvillinge socken.
Norling lärde sig vid 19 års ålder att spel fiol av morfadern och spelmannen Johan Peter Jonsson (1846–1929). Han lärde sig noter av kantor Gunnar Engberg i Östra Tollstads församling, som även spelade fiol. Norling komponerade polskor i Hälsingestil.
Norling berättade om en skicklig spelman som kallades Mjölnaren i Braxstadkvarnen i Östra Tollstads socken.

## Verklista
Låtarna upptecknades 1930 av spelmannen Olof Andersson.
- Polska i G-dur. Han lärde sig låten av sin morfar Johan Peter Jonsson. En gammal gumma som kallade Stranna brukade sjunga polskan. Hon bodde på vägen mellan Linköping och Söderköping.[9]
- Polska i D-dur, komponerad 1928. Polskan är skriven för A-bas.[9]
- Gånglåt i Bb-dur, komponerad 1930.[9]
- Gånglåt i D-dur, efter morfar Johan Peter Jonsson.